# NGC 4701
NGC 4701 is een spiraalvormig sterrenstelsel in het sterrenbeeld Maagd. Het hemelobject werd op 30 april 1786 ontdekt door de Duits-Britse astronoom William Herschel.

## Synoniemen
- UGC 7975
- MCG 1-33-15
- ZWG 43.34
- IRAS 12466+0339
- PGC 43331